# Taubenturm Maison Chastenet

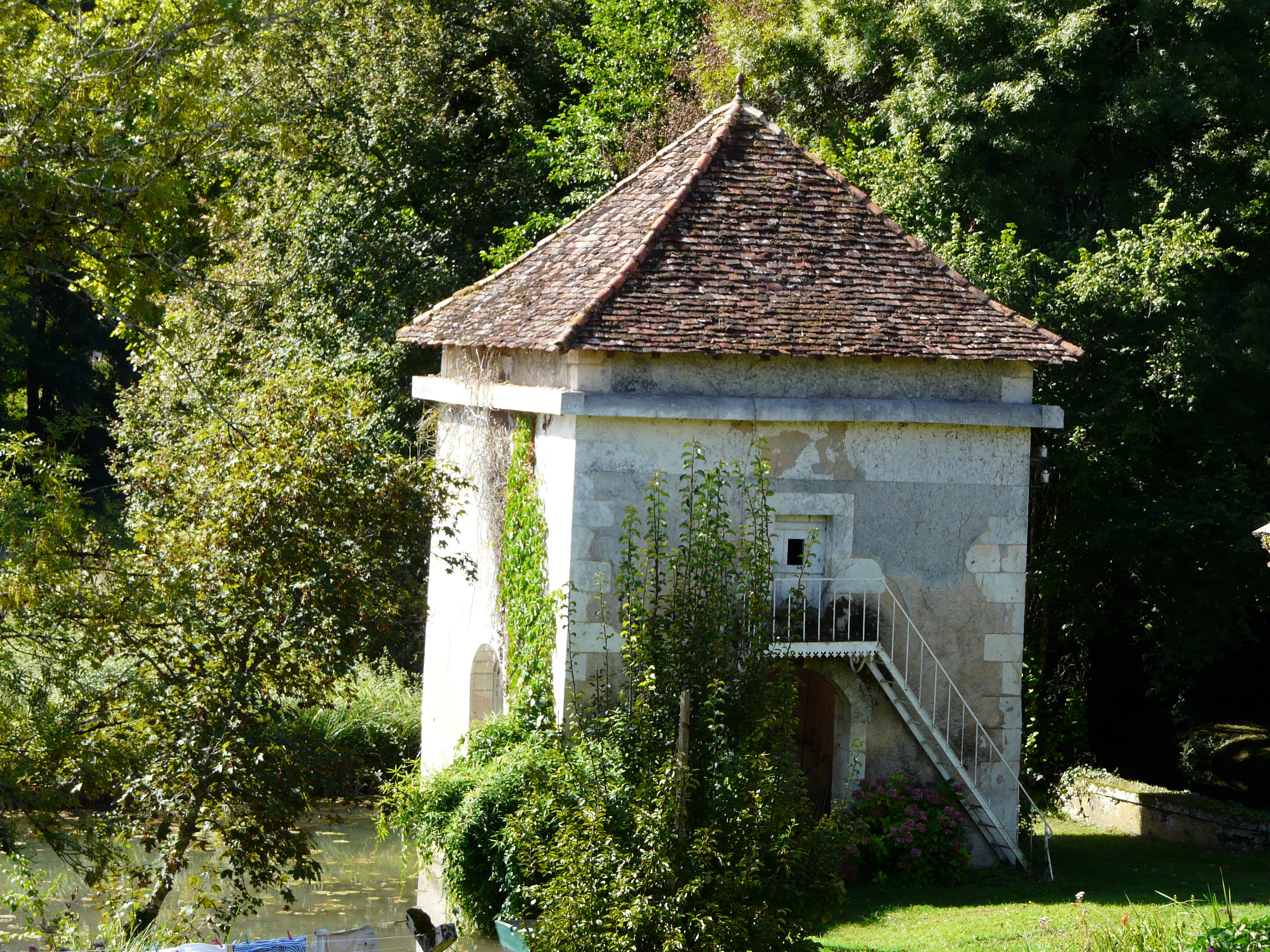
Taubenturm in Issac

Der Taubenturm (französisch colombier oder pigeonnier) des Maison Chastenet in Issac, einer französischen Gemeinde im Département Dordogne in der Region Nouvelle-Aquitaine, wurde im 18. Jahrhundert errichtet. Der Taubenturm steht seit 1987 als Teil des Maison Chastenet als Monument historique auf der Liste der Baudenkmäler in Frankreich.
Der rechteckige Turm aus Bruchsteinmauerwerk mit Eckquaderung wird von einem Dach mit flachen Ziegeln bedeckt, das von einer Zirbelnuss bekrönt wird.